# Ибараки
Ибараки (јап. 茨木市) град је у Јапану у префектури Осака. Према попису становништва из 2005. у граду је живело 267.976 становника.

## Становништво
Према подацима са пописа, у граду је 2005. године живело 267.976 становника.
| 1995.   | 2000.   | 2005.   |
| ------- | ------- | ------- |
| 258.233 | 260.648 | 267.976 |